# モト・グッツィ
モト・グッツィ（Moto Guzzi）は1921年に設立され、ピアッジオ社の傘下にあるイタリア最古のオートバイメーカーである。日本での正規代理店『ピアッジオグループジャパン株式会社』での統一されたCI基準に基づいた『Moto Guzzi』の転写は『モト・グッツィ』であるが、揺らぎがあり、モト・グッチとも転写されるが、同じくイタリアに本社のある大手ファッションブランドのグッチはGucciであり資本関係を含め全く関連はない。

## 概要
モト・グッツィはイタリア・ロンバルディア州、コモ湖畔の村マンデッロ・デル・ラーリオに所在する。
モト・グッツィが製造・市販するオートバイは、第二次世界大戦を挟んで大きく二種類に分けられる。第二次世界大戦前は空冷水平単気筒エンジンだったが、戦後は一貫して空冷縦置き90°V型2気筒エンジンとシャフトドライブを採用しており、同レイアウトでネイキッド、クルーザー、デュアルパーパス、スポーツツアラー、スーパースポーツまで、様々なタイプの車種をラインナップしている。
1973年、デ・トマソグループ資本となり、2000年にアプリリアの資本注入を受けた。
日本国内では、過去に正規ディーラーとして諸井敬商事があった。当時はV35イモラのボア・ストロークを変更し、日本専用モデルのV40カプリ、V40タルガ等も存在していた(フレームナンバーはJから始まっていた)。諸井敬氏の死後、諸井敬商事は解体し、福田モーター商会が取り扱っていたが、2012年よりピアッジオグループジャパンが総代理店としてモト・グッツィの製品を取り扱っている。なお日本の自動車検査証においては『モトグッティ』と表記されていたが、2013年より『モト・グッツィ』に変更された。

## 歴史
他のイタリアメーカーがレース活動やスポーツモデルの開発に重点をおく中で、モト・グッツィはツーリングモデルを主軸とした製品を作り続けている。
第一次世界大戦時に戦前の著名なレーシングライダーであったジョヴァンニ・ラヴェッリとエンジニアで社名の元となったカルロ・グッツィ、富豪のジョルジョ・パローディの3人がイタリア空軍に召集されて出会い、戦争が終わったらメーカーを立ち上げようと誓い合ったことがきっかけで創業した。現在でも会社のエンブレムには、イタリア空軍の象徴であるアクイラ（Aquila 、鷲の意で、ローマ帝国に由来するエンブレム）を用いている。これはラヴェッリが第一次世界大戦終了直後に航空機事故で死去し、実際の会社設立には参画できなかったことを悼み、そして3人の友情が出発点であることを象徴として戴いたエンブレムである。残る2人で、グッツィが1920年に最初の試作車「G.P.」を製作し、「メトロノームのように正確な」と伝えられる鼓動を刻んだという。車名はグッツィ&パローディからで、当初はパローディの名前を頭にもってこようとしたらしいが、ジョルジョ・パローディの方から、グッツィの名を表に出すようし強く勧め、社名も「モト・グッツィ」になった。この時点では企業とはほど遠い状態であったが、しかしカルロ・グッツィ初設計のレーサーによりグランプリで勝利を収めるなどで人気が出、パローディがジェノヴァの海運会社のオーナーである父親にアピールして出資を受け、1921年3月に会社を設立。数年でマンデーロに工場を構える程となった。

### レース活動
戦前はレースにも盛んに参加しており、水平単気筒エンジン、水平並列3気筒エンジン、V型8気筒エンジンなどを積んだレーサーが世界各地で活躍した。
創業直後よりレース活動に取り組み、1921年の創業直後のタルガ・フローリオで優勝したことを端緒として、1957年までワールドチャンピオンシップの常勝チームとして名を馳せ、14回のワールドタイトル獲得と11回のマン島TT優勝を達成している。
レース活動では2つのエピソードが有名である。1つは、1934年のマン島TTレースで、当時絶頂期のイギリスメーカーに対し、イタリア人ライダーのオモボノ・テンニを擁して対抗し、優勝したことである。初のイギリス製以外のマシンによるマン島TTでの勝利を、イギリス人以外のライダーが達成したことは、第二次世界大戦前夜で地中海の覇権を賭けて“大英帝国”と対立していたイタリアに朗報をもたらしたようで、モト・グッツィがイタリアの顔とも言えるメーカーとなったきっかけでもある。もう1つは、創業者カルロ・グッツィの愛弟子であった技師ジュリオ・チェーザレ・カルカーノがDOHC V型8気筒500ccの究極のGPレーサー「オット・チリンドリ」を産み出したことである。ホッケンハイムリンクで最高速度275km/hと平均速度199km/hを記録したこのモンスターマシンは、現在でもGP史のみならず、イタリア二輪産業界の1つの頂点として記録されている。ちなみにカルカーノは現在のVツインエンジンの原型も設計している。
1957年、レースから撤退して以降は主だったレース活動はしていないが、V型縦置2気筒エンジンのその特異な運動性能からサンデーレーサーに愛されている。また、V型縦置2気筒エンジンのレース専用車両、MGS-01コルサも販売している。

### スポーツ車
1928年、先進的なリアサスペンションとフェアリングを装備したツアラーモデルの先駆けと言える「GT」を開発し、「カルロ・グッツィ」とその兄の「ジュゼッペ・グッツィ」の兄弟によるノルウェーの北極圏地帯までの走破を成し遂げ、その製品の走行性能の優秀さと耐久性を実証し、以後の車輌販売のみならず、イタリア警察や軍への独占的な車輌納入を誇る契機ともなった。この時の事跡を記念し、このモデルは以後「GTノルジェ」と呼ばれ、最新のツアラー「1200GT」にもこの車名は引き継がれている。1957年にレース活動から撤退し、以降は公道を快適に走れるツアラーモデルを主力とするメーカーとして活動を続けているが、時折他の製品とは印象を異にするスタイリッシュなスポーツモデルやレーシングモデルを産み出すことがある。

### 実用車
レース活動も早期に再開はしたが市販車はスポーツモデルばかりでなく実用車を生産した。この頃の製品には自転車に補助エンジンをつけたグッツィーノや250ccのアイローネがあり、イタリアの戦後復興に貢献した。1950年代には50から175ccの小型実用車も手がけたが、他のメーカーとは異なり常にスポーツ性やデザインも凝っていた。

### 二種類の『縦置きV型二気筒エンジン』
モト・グッツィが現在採用している縦置きV型二気筒エンジンは大きく分けて二種類存在する。一つは1965年に発表されたV7に搭載されていた大排気量向けのエンジン（通称ビッグツイン）と1970年〜90年代にかけてV35などの中間排気量車に搭載されていたエンジン（通称スモールツイン）である。この二つは外観こそ同じ縦置き90度V型二気筒エンジンであるがその内部構造は異なる。
ビッグツインエンジンは1950年代終わりごろからその構想が始まり、フィアット・500のスポーツモデルに搭載される予定だったが紆余曲折を経てイタリア防衛省の三輪駆動車「3×3」に採用され、さらにイタリア軍・警察からの要請でハイスピード時代に対応する高性能オートバイV7（1965年）のエンジンとして世に出ることになる。現在まで続くOHVビックツインエンジンやV1100エヴォルツィオーネエンジン、その進化系であるオット・ヴァルヴォレエンジンは全てこのV7のエンジンを祖としている。
一方スモールツインは1970年代に登場する。1970年代にイタリアで行われた税制改革で大排気量のエンジンには重い税率が課せられることになった。一方で350cc以下の中間排気量車は税制上優遇されたので大型排気量に偏重気味だったモト・グッツィもセールス的に中間排気量車が必要となり、中間排気量向けのエンジンが開発され1977年にそのエンジンを搭載した最初のモデルV50とV35がリリースされる。
従来の大型排気量エンジン（ビッグツイン）との構造上の違いはトランスミッションケースにリアスイングアームピボットが設けられていること。そのためドライブシャフトの経路を兼ねるスイングアームが直接トランスミッションケースに接続されている。
エンジンの構造も多少違っており燃焼室はシリンダヘッド側ではなくピストン側にある。このエンジンは1984年にリリースされたV65ラリオ、V50モンツァII、V35イモラ搭載の際4バルブ化されグッツィ初の縦置きVツイン4バルブエンジンになった。
現行モデルで比較的小型であるV7クラシック、V7カフェクラシック、カフェレーサーを強く意識したデザインで2011年にリリースされたV7レーサーにはこの中間排気量エンジンの流れをくむエンジンが搭載されている。

### 2020年代
2021年、自動車排出ガス規制のEuro5 導入に伴い、744cm³および1380cm³エンジンが廃止されたため、V7 IIIは新しいV7 850に置き換えられ、V853TTから派生した新しい853cm³エンジンが搭載され、最大出力は以前の25馬力から6200rpmに増加しました。6800rpmで現在の65馬力に。最大トルクも60Nm/4250rpmから現行の73Nm/5000rpmへと大幅に向上し、3000rpmではトルクの80%以上を発揮。シャシーも進化し、ステアリングヘッドの部分にスチールエレメントを追加したフレーム、トラベル量が増加した新しいショックアブソーバー、新しいフットペグ、より大きなセクションタイヤ、新しいダブルハイトサドルにより、ライダーとパッセンジャーの安定性と快適性が向上しています.V85TTとV9も新しいユーロ5指令に準拠するように更新され、前者は4馬力を失ったが、新しいカムシャフトと新しいマッピングの採用により、低中回転域でのトルクが向上した。2台目は新型V7 850のエンジンをそのまま採用。
創立100周年を記念して、EICMA 2021でモト・グッツィはV100 Mandelloを発表しました。全く新しいモデルで、「コンパクトブロック」と呼ばれる水冷プラットフォームを採用した最初のグッツィです。全く新しいエンジンで、その名の通りV85 TTの空冷ユニット(-103 mm)よりも短いが、典型的な90°Vアーキテクチャーと1042cm³の排気量を持ち、115馬力と105Nmのトルクを発揮する。

## 主な現行モデル（2011年）
オット・ヴァルヴォレ（8バルブ）エンジン搭載車
- MGS-01コルサ - 当初は市販のMGS-01セリエも2005年発売に向けて開発されていた[3]。レース専用モデル[3]。2006年、2007年の2年連続デイトナ優勝車。デイトナ系のSOHC4バルブエンジンのボアを太くしボアφ100mm×ストローク78mmの1,225ccに拡大[3]、圧縮比は11[3]、ピストンはジェットクーリングシステムを採用したコスワース製[3]。設計者はゲッツィ&ブリアンのジュゼッペ・ゲッツィ[3]。ホイールはO・Z製[3]、サスペンションはオーリンズ製[3]、ブレーキはブレンボ製でラジアルマウントされている[3]。ガソリンタンクをモノコック内におさめ、通常のタンク位置にはエアクリーナーが置かれている[3]。
- 1200スポルト4V - スポーツネイキッドモデル。
- グリーゾ8V - ネイキッドスポーツモデル。特徴ある高張力鋼管ダブルクレードルフレームがデザイン上のアクセントになっている。
  - グリーゾ8V SE - グリーソ8Vのスペシャルモデル。通常モデルとの大きな違いは前後がスポークホイール、限定カラーなど。
- ブレヴァ1200（Breva 1200 ） - ネイキッドモデル。
- ステルビオ（Stelvio ） - デュアルパーパスモデル。名前の由来はヨーロッパの難所「ステルヴィオ峠」から。
- ノルジェ1200GT 8V - フルカウルクルーザーモデル。

OHV2バルブビッグツインエンジン・V1100エヴォルツィオーネエンジン搭載車。
- カリフォルニア - 1972年から続く息の長いカスタム（アメリカン）モデル。
- ベラージオ - カスタム（アメリカン）モデル。

スモールツイン搭載車
- V7クラシック - 名車V7をデザインの範としたモデル。
  - V7カフェクラシック - デザイン的には名車V7スポルトに近い。
  - V7レーサー - ゼッケンカウル、メッキタンク、バックステップ、赤く塗装されたフレームが特徴のカフェレーサーモデル。上記二種よりも足回りのグレードアップが図られている。
- ネヴァダ（Nevada）750 - カスタムモデル。2004年時点でモト・グッツィ唯一のキャブレターモデルであった。

## 過去のモデル
- G.P.（1920年製造） - カルロ・グッツィによる第1作。このモデルの完成度を見たパローディ家から出資を引き出すことに成功し、モト・グッツィ社が誕生することになる。エンジンはOHC4バルブ水平単気筒500cc[2]。名称は「グッツィ&パローディ」の意[2]。
- ノルマーレ（Normale、1921年発売） - 標準となるものという車名通り、当時最先端のマシン。エンジンを排気側OHV、吸気側サイドバルブの2バルブにするなどG.P.をベースに量産向きに変更したモデル[2]。最高速は85km/h[1]。
- C2V - 2バルブの500ccレーサー[2]。
- C4V（1924年発売） - C2Vを4バルブ化した500ccで当時ヨーロッパ選手権においてイギリス車に対抗できる唯一のイタリア車であった[2]。
- TT250（1926年発売） - ベベルギア駆動のSOHCで排気量1,000cc当たり60馬力を越える出力を出し、マン島TTの2位などヨーロッパ選手権のライトウェイト/シニアクラスで活躍したレーサー[2]。
- トリ・チリンドリ（Tri Cilindri、1932年発売） - 単気筒や2気筒ばかりであった中500cc水平シリンダー3気筒の高級モデルであったが大恐慌の到来もあって僅かしか生産されなかった市販車[2]。
- GT17ミリターレ（GT17Militare、1932年発売） - 500cc水平シリンダーの軍用モデル[2]。
- コンドル（Condor、1938年発売） - 500cc水平シリンダー単気筒レーサーで、車種に鳥の名前をつける慣例の最初となった[2]。
- アルバトロス（Albatros、1939年発売） - 250cc水平シリンダー単気筒レーサー[2]。
- アイローネ250（Airone250、1939年発売） - 1957年の製造中止まで軍用を含め長い間生産された250cc水平シリンダー単気筒モデル[2]。
- トリ・チリンドリ（Tri Cilindri、1940年発売） - 120度クランクの並列3気筒DOHC500ccエンジンを搭載するレーサーで、スーパーチャージャーを装着して60hpを発揮したが第二次世界大戦勃発で実戦は1回のみに終わった[2]。
- ガンバルンガ（Gambalunga、1946年発売） - イタリア人ワークスライダーに特別に用意された500cc水平シリンダー単気筒レーサーで、フロントフォークはリーディングリンクになっている[2]。
- クアトロ・チリンドリ（Quattro Cilindri、1953年発売） - カウルは1950年に導入した風洞を使って開発され、ダウンフォースを得るためにクチバシ状[2]。ワークスレーサーで、エンジンはカウルがなかった当時空気抵抗を減らすために採用された縦置き[4]で、4気筒DOHC500cc、シャフトドライブ[2]。
- オット・チリンドリ（Otto Cilindri、1955年製造[4]） - FIMによる過給禁止に対応するため高回転を求めて多気筒化し幅46cmと非常に小型にまとめたV型8気筒500ccDOHCエンジンを搭載した[4]。バルブ駆動はカムギアトレインを採用し、ボアφ44mm×ストローク41mmで499cc。1955年春にエンジンのベンチテストを終えていたと言われているがメインベアリングを原因として起きる二次振動に悩まされた[4]。1956年冬にかけてクランク回りは大改造を受けケースを上下二分割することで対策を終え、イモラ・サーキットで行なわれたゴールドカップレースでデビューしたもののリタイアした[4]。1957年にワールドスタンディングスタート10kmレースにて平均速度241.6km/hで優勝、ディッキー・ディールの操縦でゴールドカップレース優勝、トラブルにも悩まされつつ対策を施し次シーズンに備えたがメーカーのレース撤退により開発は放棄された[4]。
- V7 - Vツインエンジンを最初に搭載した記念すべきモデルで、その後のモト・グッツィの基本路線を築いた。排気量703cc[5]。
- V7ミリターレ（V7 Militare、1967年発売[2]） - 初のV型2気筒搭載車で、軍用に開発された[2]。エンジンはボアφ80mm×ストローク70mmで703.7cc[2]。
- V7スペシャル（V7 Special、1969年発売[2]） - V7のボアを83mmに拡大したツーリングモデル[2]。このバイクをジョージ・カーカーがレーサーに仕立てて出走している[2]。
- V7スポルト（V7 Sport、1973年発売[2]） - V7用のV型2気筒Vバンク中央にあった電装系を撤去しバックボーンをフレームに近づけたいわゆる「トンティ・フレーム」を初めて採用したスポーツモデルで、北米にはアンバサダーの名で出荷された[2]。
- 750スポルト（750 Sport、1974年発売[2]） - V7スポルトの後継で、カム駆動をチェーンとした[2]。フロントブレーキはブレンボ製ダブルディスクで、1975年からリアブレーキもディスク化された[2]。排気量はボアを2.5mm太くし748ccに拡大した[5]。
- 750S3（1975年発売[2]） - 750スポルトのリアブレーキをディスク化し、インテグラルブレーキを初めて装備した[2]。
- 850T - V7系の各部を改良し、エンジンを850ccに拡大したツーリングモデル。後にカリフォルニア系に発展する。
- V1000コンバート（V1000Convert） - その名の通り、トルクコンバーターを組み込んだ大柄なツーリングモデル。850GTのエンジンを1,000ccに拡大し、主にアメリカ市場を狙ったトルクフルで快適なモデルとして10年近く継続発売された。
- V850ル・マン（1976年発売[2][5]） - 750スポルトをベースとしている[6]。排気量は850cc[2]。
- ル・マンII（1978年発売[2]） - 風洞実験により設計された3ピース大型カウルを装備した[2]。
- ル・マンIII（1981年発売[2][5]） - ヘッド形状が通称「スクエア」と呼ばれる角型となり、カウルは小型化され、ル・マンシリーズでは初めてエアクリーナーを装備、シリンダーはニカジル・メッキのアルミニウム製となった[2]。
- ル・マン1000（1984年発売[2]） - 949ccエンジンにφ40mmキャブレターを装備し87hpを発揮した[2]。前期型はカウルがハンドルマウントされフロントホイール16in、後期型はカウルをフレームマウントとしフロントホイールは18inとなった[2]。
- 1000デイトナ（1000Daytona、1990年[5]または1992年発売[2]）- フレームをそれまでのダブルクレードルからエンジンを構造材の一部とするバックボーンフレームを採用。エンジンをOHC4バルブ化し、燃料供給に初めてインジェクションを採用しV7エンジンシリーズの大きな転換期となったモデル。駆動系はデフをフローティング構造とし、平行トルクアームを採用することによってシャフトドライブの癖を大幅に改善した。
- 1100スポルト（1100Sport、1994年発売[2][5]）- デイトナのフレームに従来のOHVエンジンを載せたもの。ボアφ92mm×ストローク80mmの1,064cc[2]。キャブ仕様とインジェクション仕様があり、それぞれオイルクーラーの有無と後輪の径が異なる。
- V11スポルト（2000年発売[5]） - 1000デイトナのフレームを見直し強化。エンジン関係ではオルタネーターを再びVバンク内側に移し大型化、新型のシリンダーはツインプラグ化され燃焼効率を高めた。新開発のトランスミッションによってを駆動系の横幅を大幅に縮めデザインの自由度を高め、従来の重厚なイメージから大幅にイメージチェンジした。クランクケースの基本形はV7シリーズの頃から変わっていない[6]。
- V11ルマン・ロッソ・コルサ（V11 Le Mans Rosso Corsa） - V11ルマンのスペシャルバージョン。
  - ネロ・コルサ - ロッソ・コルサの色違いバージョンだが、外装仕上げはこちらの方がより綺麗になっている。
  - ロッソ・マンデッロ（Rosso Mandello、2001年限定発売） - 限定発売の80周年記念モデル。
  - V11テニ（V11 Tenni 、2002年発売[7]） - 同じく80周記念限定車で150台が生産され、26台が日本に輸入された[5]。モト・グッツィゆかりのレーシングライダー達の中で最も著名で敬愛された、赤い悪魔ことオモボノ・テンニ（Omobono Tenni）をリスペクトしたモデル。バックスキンシートや特別塗装などかなり凝った外装で、地味なグリーン系のカウルに艶を抑えたシルバーの組合せというおよそオートバイや車では考えられないフィニッシュワークながら目立ち度は抜群。このカウルの塗装は、元々は1950年代のモト・グッツィ製レーサーのカウルに塗られた表面保護の錆止め塗装をイメージした物。
- カリフォルニアEV
  - EV80ポルトローナ・フラウ（Poltrona Frau、2002年発売） -同じく80周年記念モデルだが発売は2002年。ポルトローナ・フラウとのコラボレートモデルで、シート、ハンドルグリップ、サイドバッグ、キートップカバーが本革製のスペシャルモデル。雨天走行に配慮してレインカバーも付属している。当時のオーナー「イヴァノ・ベッジオ」とその奥方の個人的な交友関係により成立したコラボレーションによるモデル。
- ホーガン（Hogan ）- トッズのシューズブランドとのコラボレーションモデルでヨーロッパでトッズのショーに展示され話題を蒔いた様子。カリフォルニアEVベースのショーモデルで実際に発売されたかは不明である。車体の全面に本革を巻き付けるというぶっ飛んだセンスは賛否両論なれど、さすがイタリアの老舗と話題になった。
- ブレヴァV750（Breva V750、2003年発売[8]） - 復刻版V7エンジンを搭載した小型軽量ネイキッドスポーツで、非常に軽快に曲がる[8]。

## グッツィガード
左右にシリンダーが大きく張り出しているため、立ちゴケだけで大きく傷がつくことがあり、シリンダーを保護するためグッツィガードと言われる金属製のガードがついている。しかし純正ガードはダイキャスト製で簡単に割れるため、ヘッドボルトの変形やスパークプラグの破損に繋がることもある。そのため、強化された社外品のガードが多種販売されている。なお、見た目の変化など個性を演出するためにも使われている。

## ギャラリー

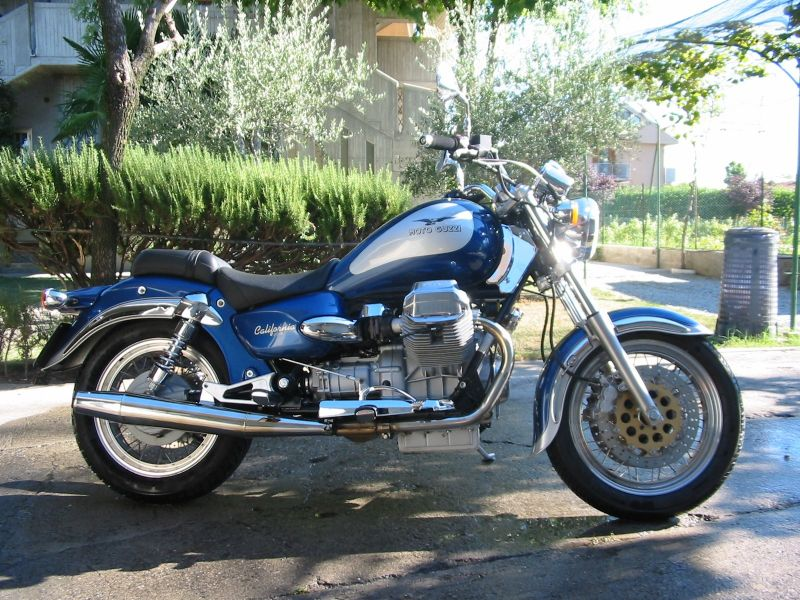
カリフォルニア
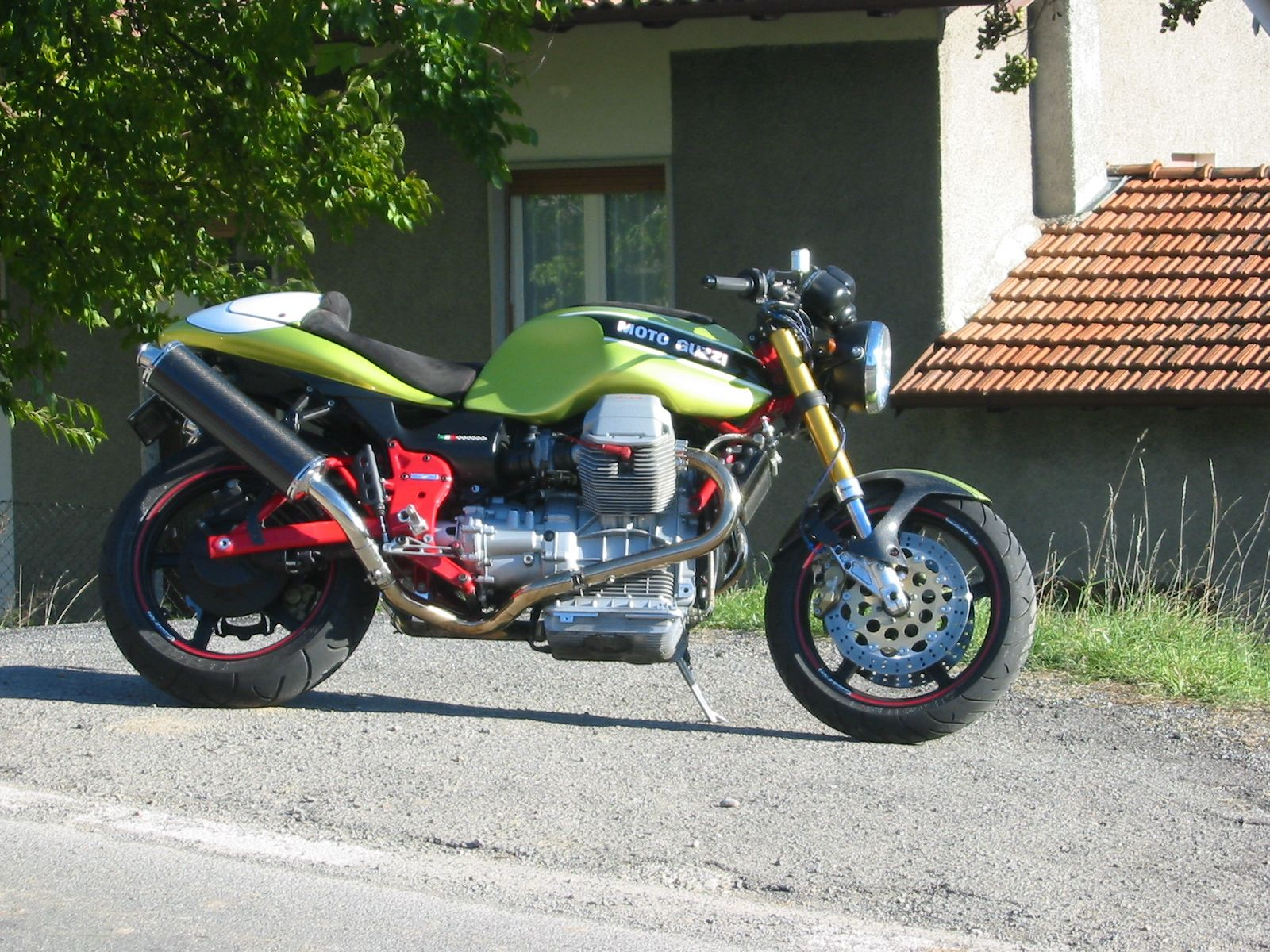
V11
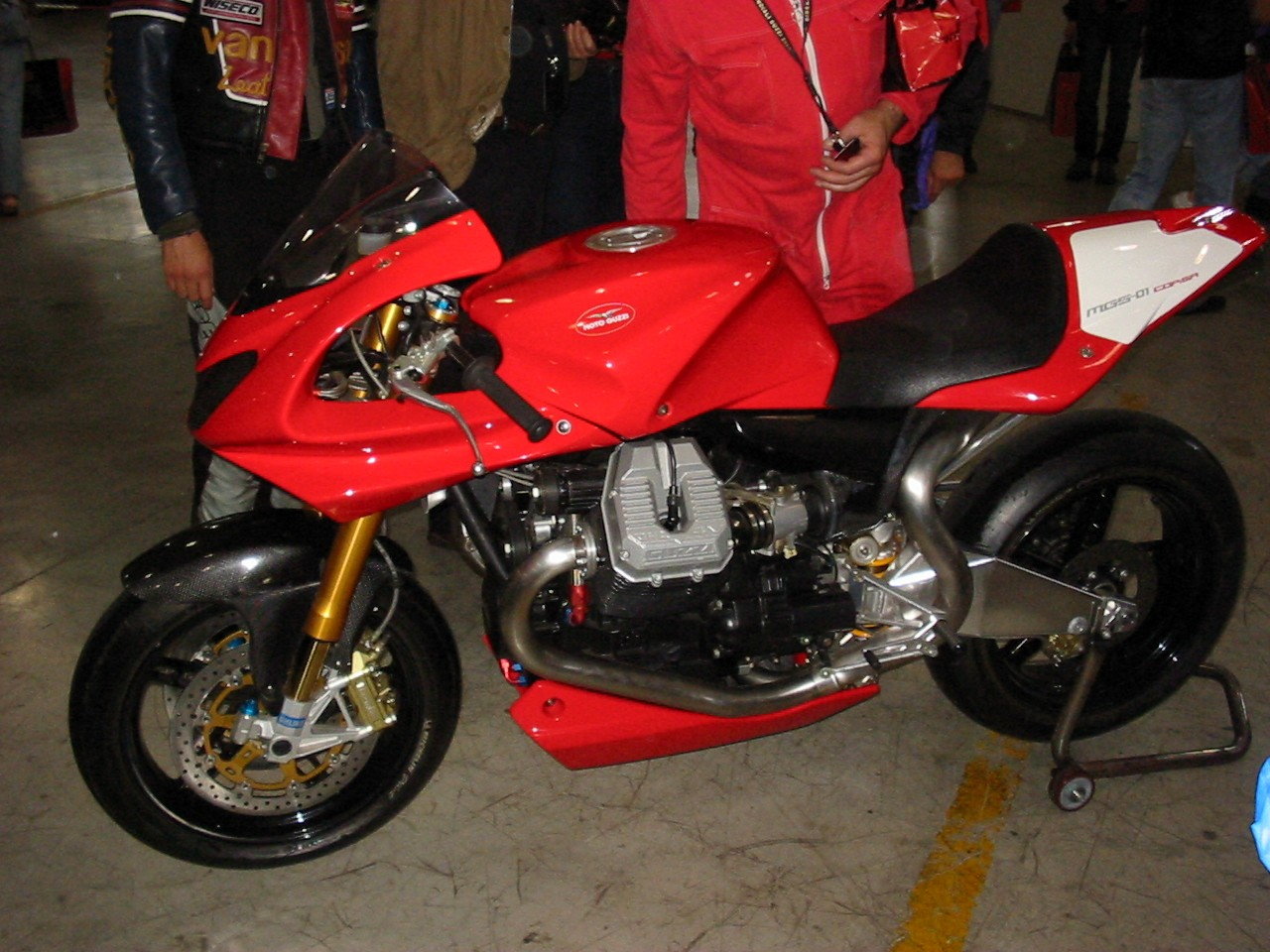
MGS-01コルサ